# Bakkerij van Ooijen
Bakkerij van Ooijen, ook bekend als G. van Ooijen patisserie, chocola, brood, is gevestigd in het centrum van Tiel. Het bedrijf is hofleverancier en producent van de Tielsche kermiskoek.

## Geschiedenis
Het bedrijf is in 1840 opgericht door Gerardus Reuser. Sindsdien is het gevestigd aan de Westluidensestraat in Tiel. Het werd in 1885 voortgezet door H.H.J. Verploegh en in 1937 door diens zoon Gerardus Verploegh. In 1962 nam Gerardus van Ooijen sr. het bedrijf over, die het op zijn beurt in 1989 overdroeg aan zijn zoon Gerard van Ooijen jr.
Bakkerij van Ooijen is een van de deelnemers van het project Hommage Hofleverancier, een initiatief van vier Tielse hofleveranciers die kunstenaars een podium bieden. Om de kermiskoek onder de aandacht te brengen van een groter publiek is een samenwerking aangegaan met kunstenaar en procesproever Sandra Schouten.

## Volkscultuur en immaterieel erfgoed
Sinds 4 september 2015 is het bedrijf met de Tielsche kermiskoek als nummer 77 opgenomen in de Nationale Inventaris Immaterieel Cultureel Erfgoed Koninkrijk Nederland. De koek wordt alleen door bakkerij van Ooijen gemaakt. Vroeger werd hij verkocht op kermissen door heel Nederland. Jongens gaven de koek aan hun geliefde bij wijze van aanzoek en hij wordt daarom ook wel liefdeskoek genoemd. De kermiskoek staat beschreven in De volksvermaken (1871) geschreven door Jan ter Gouw. Na 1945 is de bakkerij gestopt met de verkoop van de kermiskoek op kermissen. Hij is alleen nog te koop in de bakkerij en via internet.

## Onderscheidingen
Sinds 28 juni 2015 mag de bakkerij het predicaat 'bij Koninklijke beschikking Hofleverancier' voeren. Het Nederlands Bakkerij Centrum bekroonde Van Ooijen in 2014 met twee sterren voor patisserie in de landelijke wedstrijd 'Bakker met Ster 2014-2015'.